# Thái Ninh (huyện cũ)
Thái Ninh là một huyện cũ thuộc tỉnh Thái Bình, Việt Nam.

## Vị trí địa lý
- Phía Bắc giáp huyện Thụy Anh (ranh giới là sông Diêm Hộ).
- Phía Nam giáp hai huyện Kiến Xương và Tiền Hải (ranh giới là sông Trà Lý).
- Phía Đông giáp Biển Đông.
- Phía Tây giáp huyện Đông Quan.

## Lịch sử
Ngày 2 tháng 12 năm 1955, chuyển xóm Rũ Tiên của xã Hữu Ban (huyện Tiền Hải) vào huyện Thái Ninh để sáp nhập với hai thôn Nam và Đoài của xã Thần Huống (huyện Thái Ninh) thành xã Thái Thịnh; chuyển hai xóm Thông Liệt và Vĩnh Linh của xã Đằng Giang (huyện Thái Ninh) vào huyện Đông Quan để sáp nhập với thôn Phù Xá của xã An Bình (huyện Đông Quan) thành xã Đông An.
Ngày 17 tháng 6 năm 1969, huyện Thái Ninh được hợp nhất với huyện Thụy Anh thành huyện Thái Thụy.

## Hành chính
Đến năm 1969, huyện Thái Ninh có 22 xã: Thái An, Thái Đô, Thái Dương, Thái Giang, Thái Hà, Thái Hòa, Thái Học, Thái Hồng, Thái Hưng, Thái Lộc, Thái Mỹ, Thái Nguyên, Thái Phúc, Thái Sơn, Thái Tân, Thái Thành, Thái Thịnh, Thái Thọ, Thái Thuần, Thái Thượng, Thái Thủy, Thái Xuyên.